# Wir sind Kirche
Wir sind Kirche  ist eine Reformbewegung von Laien und Theologen in der römisch-katholischen Kirche, die sich im Geiste des II. Vatikanischen Konzils und der darauf aufbauenden theologischen Forschung und pastoralen Praxis sieht.
Mit Wir sind Kirche bezeichnen sich die nationalen Gruppierungen in Deutschland und Österreich sowie eine Reihe regionaler Gruppierungen in Deutschland. Die internationale Dachorganisation hinter Wir Sind Kirche ist We Are Church (WAC).
In Deutschland besteht auf Bundesebene die KirchenVolksBewegung Wir sind Kirche sowie ihr Trägerverein Wir sind Kirche e. V. In Österreich ist die Bewegung als Plattform „Wir sind Kirche“ – Verein zur Förderung von Reformen in der römisch-katholischen Kirche organisiert. In allen österreichischen und deutschen Bistümern existieren regionale Gruppen.

## Entstehung
Wir sind Kirche geht in Österreich auf die Initianten des Kirchenvolks-Begehrens zurück, das vom 3. bis 25. Juni 1995 stattfand. In Deutschland wurden die Forderungen des Kirchenvolks-Begehrens unverändert sowohl von der Initiative Kirche von unten wie von der Zeitschrift Publik-Forum übernommen. In der Folge entstanden die deutsche KirchenVolksBewegung Wir sind Kirche im Februar 1996 und die „Internationale Bewegung Wir sind Kirche“ im November 1996.
Zu den Erstunterzeichnern des Kirchenvolks-Begehrens gehörten in Deutschland unter anderen: Sr. Lea Ackermann, Franz Alt, Roland Breitenbach, Magdalene Bußmann, Eugen Drewermann, Peter Eicher, Norbert Greinacher, Bernhard Häring, Gotthold Hasenhüttl, Friedhelm Hengsbach, Hanns Dieter Hüsch, Hans Küng, Dieter Kürten, Norbert Mette, Christa Nickels, Norbert Piechotta, Wolfgang Seibel SJ, Rita Süssmuth, Erwin Teufel und Wolfgang Thierse. In Österreich waren die Erstunterzeichner und Initiatoren des Kirchenvolks-Begehrens Thomas Plankensteiner und Martha Heizer.

## Leitung in Österreich
- 1996–1998 Thomas Plankensteiner
- 1998–2002 Hubert Feichtlbauer
- 2002–2004 Ingrid Thurner († 2008)
- 2004–2014 Hans Peter Hurka
- seit 2014 Martha Heizer

## Ziele und Positionen
Ziel der Bewegung ist es, grundlegende Reformen im kanonischen Recht der römisch-katholischen Kirche herbeizuführen. Zu den konkreten Zielen von Wir sind Kirche gehören nach eigener Angabe ein geschwisterliches Leben der römisch-katholischen Kirche, der Abbau von Klerikalismus und die Stärkung der Gemeinschaft zwischen Laien und Klerikern als Volk Gottes, die Beteiligung aller betroffenen Gläubigen an Entscheidungsprozessen in der römisch-katholischen Kirche, die Gleichstellung der Frauen in den Ämtern der Kirche (siehe Frauenordination) und eine ebensolche Gleichstellung der Laien mit dem Klerus. Weitere Forderungen sind die Abschaffung des verpflichtenden Zölibats, die Verkündigung des Glaubens als Frohbotschaft und nicht als „Drohbotschaft“ sowie Fortschritte in der Ökumene.
Im November 2006 machte sich das Bundesteammitglied Christian Weisner die Aussagen von Wir sind Kirche zu eigen: Jesus selbst habe keine Kirche gegründet. Er habe ihr daher […] keine institutionelle Struktur gegeben; ein hierarchisches Prinzip habe mit dem Wesen der Kirche nichts zu tun und bezeichnete die Aussagen von Papst Benedikt XVI. über Priester und Laien als „wirklichkeitsfremd“.
Zum Paulusjahr äußerte Wir sind Kirche, dass es „für Paulus kein ‚kirchliches Amt‘ gebe, sondern nur eine Reihe von auch für Frauen offenstehenden Diensten“, die sich auf Lehr- und Leitungsaufgaben bezögen.
In Bezug auf das apostolische Schreiben Summorum pontificum Papst Benedikts XVI. zur Feier der außerordentlichen Form des römischen Ritus von 2007 brachte Wir sind Kirche zum Ausdruck, dahingehende Schritte stellten „eine einseitige Bevorzugung rückschrittlicher Tendenzen“ dar. Die Sprecher forderten die Gläubigen auf, „lateinische Messen nicht zu besuchen“.
Zur „Unterstützung des Zweiten Vatikanischen Konzils“ startete Wir sind Kirche im Anschluss an die Aufhebung der Exkommunikation der vier Bischöfe der Piusbruderschaft gemeinsam mit Theologen die internationale, mehrsprachig verbreitete Petition Vaticanum 2. Diese spricht sich für eine bedingungslose Anerkennung des Zweiten Vatikanischen Konzils (in der Auslegung desselben, wie sie es verstehen), gegen jeden Antijudaismus sowie gegen die Aufhebung der Exkommunikation Richard Williamsons aus (der inzwischen wieder exkommuniziert ist). Die Petition wurde unter anderem von der Fördergemeinschaft Theologisches als „widersprüchlich“, „theologisch unzureichend“ kritisiert und wegen „unhaltbare(r) Unterstellungen“ gegenüber Papst Benedikt XVI. abgelehnt. Vor allem wird bezweifelt, dass die Unterzeichner der Petition selbst tatsächlich uneingeschränkt zu den Beschlüssen des Konzils bezüglich Abtreibung, Empfängnisverhütung, Liturgie etc. stehen. Drei der Unterschreiber, bei denen es sich um Regensburger Theologen handelt, wurden von Bischof Gerhard Ludwig Müller gemaßregelt und ultimativ zur Distanzierung von dieser Petition aufgefordert, da der Text schwere Unterstellungen gegen den Papst enthalte.
Im Mai 2011 protestierte Wir sind Kirche gegen die Entlassung des konservativen Theologen David Berger. Berger war zuvor die kirchliche Lehrerlaubnis entzogen worden. Er hatte kurz zuvor in seinem Buch Der heilige Schein sich zu seiner Homosexualität bekannt. Im Jahr 2017 forderte Wir sind Kirche die Entwicklung von Leitlinien für die Segnung gleichgeschlechtlicher Paare durch die katholische Kirche.
Im Jahr des 25-jährigen Bestehens wurde für den 8. Dezember 2020, 18 Uhr, zum „Gemeinsamen Gebet für die Erneuerung der Kirche und der Welt“ aufgerufen: „Am 55. Jahrestag der Beendigung des Zweiten Vatikanischen Konzils und 25 Jahre nach dem KirchenVolksBegehren laden wir ein, in der eigenen Hauskirche oder in kleinen Gruppen eine Kerze zu entzünden und in innerer Verbundenheit für die Erneuerung der Kirche und der Welt zu beten.“
Im September 2022 trafen sich Vertreter der Reformbewegung zu einer „Kirchenvolkskonferenz“ in Köln. Zusammen mit 36 katholischen Verbänden und Initiativen haben sie Reformen in der Katholischen Kirche angemahnt.

## Bischöfliche Stellungnahmen
Die Initiative ist von der römisch-katholischen Kirche nicht anerkannt, da die Forderungen „zum Teil der christlichen Lehre widersprechen und in offenem Gegensatz zur kirchlichen Ordnung stehen“ (Kardinal Joseph Ratzinger, 1997). Laut Dekret der römischen Apostolischen Signatur haben „die Kongregation für die Glaubenslehre wie auch die Konferenz der Bischöfe Bayerns öffentlich festgestellt […], dass einige von der Bewegung ‚Wir sind Kirche‘ veröffentlichte Erklärungen mit der katholischen Lehre nicht in Einklang gebracht werden können“.  Die Bewegung sieht dagegen weder ihre Ziele noch ihre Forderungen gegen die Treue zum Evangelium noch gegen die ökumenischen Glaubensbekenntnisse verstoßend, auch nicht gegen die Ex-cathedra-Entscheidungen des Papstes oder gegen Konzilsbeschlüsse. Nach Meinung von Wir sind Kirche seien die meisten Forderungen, die das Kirchenvolks-Begehren aufstellte, schon lange vorher in vielen Synoden, beginnend mit der Würzburger Synode, der Dresdner und der Schweizer Synode bis hin zu den österreichischen Diözesansynoden, fast gleichlautend formuliert worden.
Der Wiener Erzbischof Kardinal Christoph Schönborn kritisierte 2003 scharf das Vorgehen von Wir sind Kirche zur Streichung des Artikel 51 des EU-Verfassungsentwurfs, der strikte weltanschauliche und religiöse Neutralität bei Anwendung staatlicher Gewalt national und auf EU-Ebene eingeschränkt hätte. Der Artikel sollte festlegen, dass die EU „den Status, den Kirchen und religiöse Vereinigungen oder Gemeinschaften in den Mitgliedstaaten nach deren Rechtsvorschriften genießen“, achten und ihn nicht beeinträchtigen solle, wodurch rechtliche Einschränkungen, z. B. in Tendenzbetrieben in Deutschland weiterbestehen würden. „Wir sind Kirche“ habe sich – so Schönborn – mit Freimaurern und der „Europäischen Humanistischen Föderation“ zusammengeschlossen, um diesen Artikel zu verhindern.
Im Mai 2014 stellte der Bischof von Innsbruck, Manfred Scheuer, als Ergebnis eines kirchenrechtlichen Verfahrens nach Entscheidung der Kongregation für die Glaubenslehre die Exkommunikation der Vorsitzenden der Initiative, Martha Heizer, und ihres Ehemanns Gerd wegen des „schweren Vergehens wiederholter simulierter Messfeiern“ fest. Eine im Jahr 2011 auf Veranlassung des Diözesanbischofs gebildete Untersuchungskommission war zuvor tätig geworden.
Als Folge der Exkommunikation von Heizer kündete Hans Peter Hurka, ab 2004 Vorsitzender von „Wir sind Kirche“, im März 2015 seinen Austritt aus dem Verein und die Gründung der Reformgruppe „Netzwerk: zeitgemäß glauben“ an. Im September 2014 bestätigte eine außerordentliche Vollversammlung der Plattform „Wir sind Kirche“ Martha Heizer als Vorsitzende und stellte gleichzeitig die Forderung nach „Eucharistiefeiern im privaten Rahmen, ohne Priester, aber mit Beauftragung durch den Ortsbischof“ auf.
Der Vorsitzende der Deutschen Bischofskonferenz, Bischof Georg Bätzing, sagte im Mai 2020 im Interview mit Publik-Forum über die Bewegung Wir sind Kirche und die Aktion Maria 2.0: „Sie sind Teil der Kirche. Das sind unsere Leute!“

## We Are Church
Unter dem Namen „We Are Church“ (direkte Übersetzung von „Wir sind Kirche“) gibt es in verschiedenen Ländern außerhalb von Deutschland und Österreich ähnliche Gruppen und Bestrebungen. Ein französischer Verein namens We are Church International (WAC, auch WAC-I) fungiert als loser Dachverband. Diese internationale Bewegung ist in fünf Erdteilen und gut 40 Staaten aktiv. Vorsitzender des Vereins ist Colm Holmes.
We are Church International wurde 1996 in Rom gegründet. Die Mitgliedsorganisationen von We are Church International sind besonders stark im deutschsprachigen Raum vertreten, aber auch in anderen Ländern wie in Irland und in den USA. Sie arbeitet eng mit anderen nationalen und internationalen Reformgruppen zusammen wie zum Beispiel der Australian Catholic Coalition for Church Renewal und Femmes et Hommes Égalité, Droits et Libertés dans les Églises et la Société (FHEDLES) in Frankreich und Root & Branch aus Bristol im Vereinigten Königreich.
Acht Vertreter von We are Church International erhielten 2025 eine Einladung von Kardinal Mario Grech, dem Sekretär der Weltsynode, an dem Treffen „Synodaler Teams und partizipativer Gremien der Weltsynode“ vom 24. bis 26. Oktober 2025 in Rom teilzunehmen, das im Rahmen des Heiligen Jahres 2025 stattfindet. Im Programm des Treffens ist auch eine Audienz mit Papst Leo XIV. vorgesehen.

## Auszeichnungen und Preise
- 1996: Herbert-Haag-Preis für Freiheit in der Kirche
- 2017: Integrationspreis der Stiftung Apfelbaum